# World Games 2025/Sambo
Bei den World Games 2025 in Chengdu wurden vom 13. bis 14. August elf Wettbewerbe im Sambo ausgetragen. Austragungsort war das  Jianyang Cultural and Sports Centre Gymnasium in Jianyang.

## Bilanz

### Medaillenspiegel
| Platz  | Land                           | Gold | Silber | Bronze | Gesamt |
| ------ | ------------------------------ | ---- | ------ | ------ | ------ |
| 1      | Ukraine                        | 4    | –      | 2      | 6      |
| 2      | Usbekistan                     | 3    | 2      | 3      | 8      |
| –      | Individuelle Neutrale Athleten | 2    | 4      | 1      | 7      |
| 3      | Kasachstan                     | 1    | 3      | –      | 4      |
| 4      | Israel                         | 1    | –      | 1      | 2      |
| 5      | Armenien                       | 1    | –      | –      | 1      |
| 6      | Mongolei                       | –    | 2      | –      | 2      |
| 7      | Venezuela                      | –    | 1      | –      | 1      |
| 8      | Kirgisistan                    | –    | –      | 3      | 3      |
| 9      | Kamerun                        | –    | –      | 1      | 1      |
| 9      | Philippinen                    | –    | –      | 1      | 1      |
| Gesamt | Gesamt                         | 12   | 12     | 12     | 36     |

### Medaillengewinner
Männer
| Disziplin        | Gold                                                                                                  | Silber                                                                                            | Bronze                                                        |
| ---------------- | --- | ------------------------------------------------------------------------------------------------- | ------------------------------------------------------------- |
| Combat bis 64 kg | Scheichmansur Chabibulajew (AIN)                                                                      | Maratbek Rachmetollin (KAZ)                                                                       | Oleksandr Woropajew (UKR)                                     |
| Combat bis 71 kg | Andrij Kutscherenko (UKR)                                                                             | Rolan Sinnatow (AIN)                                                                              | Kurmanbek Zamirbek Uulu (KGZ)                                 |
| Combat bis 79 kg | Wladyslaw Rudnjow (UKR)                                                                               | Owanes Abgarjan (AIN)                                                                             | Sharif Kushaev (UZB)                                          |
| Combat bis 88 kg | Petro Dawydenko (UKR)                                                                                 | Abusupijan Alichanow (AIN)                                                                        | Bekten Erkebai Uulu (KGZ)                                     |
| Combat bis 98 kg | Arman Awanesjan (ARM)                                                                                 | Magomed Gassanow (AIN)                                                                            | Seidou Nji Mouluh (CMR)                                       |
| Mannschaft       | UkraineOleksandr Woropajew Andrij Kutscherenko Wladyslaw Rudnjow Petro Dawydenko Anatolij Woloschynow | KasachstanMaratbek Rakhmetollin Niyetkhan Toleukhan Bakytzhan Duisembekov Tanirbergen Tergeubekov | UsbekistanSokhibjon Khasanboev Sharif Kushaev Ozodbek Murotov |

Frauen
| Disziplin        | Gold | Silber                                                                                          | Bronze                                    |
| ---------------- | --- | ----------------------------------------------------------------------------------------------- | ----------------------------------------- |
| Combat bis 54 kg | Gulsevar Urakova (UZB)                                                                                      | Liusaigna Campos (VEN)                                                                          | Akak Uson Kyzy (KGZ)                      |
| Combat bis 59 kg | Shakhzoda Azatova (UZB)                                                                                     | Enkhbaataryn Nomintuya (MGL)                                                                    | Nina Serdjuk (AIN)                        |
| Combat bis 65 kg | Sofia Istomina (AIN)                                                                                        | Feruza Bobokulova (UZB)                                                                         | Nili Block (ISR)                          |
| Combat bis 72 kg | Shaked Nisimian (ISR)                                                                                       | Uran-Ulzii Anujin (MGL)                                                                         | Madinabonu Salokhiddinova (UZB)           |
| Combat bis 80 kg | Ulbossyn Adilova (KAZ)                                                                                      | Mavluda Abdullaeva (UZB)                                                                        | Aislinn Yap (PHI)                         |
| Mannschaft       | UsbekistanMavluda Abdullaeva Gulsevar Urakova Shakhzoda Azatova Feruza Bobukulova Madinabonu Salokhiddinova | KasachstanAinur Akzhigitova Kuralay Kabraikyzy Marzhan Bizak Aruzhan Kenessary Ulbossyn Adilova | UkraineJewhenija Posdnja Anhelina Lysenko |